# Cochliomyia aldrichi
Cochliomyia aldrichi is een vliegensoort uit de familie van de bromvliegen (Calliphoridae). De wetenschappelijke naam van de soort is voor het eerst geldig gepubliceerd in 1938 door Del Ponte.